# Zakłady Rowerowe Romet

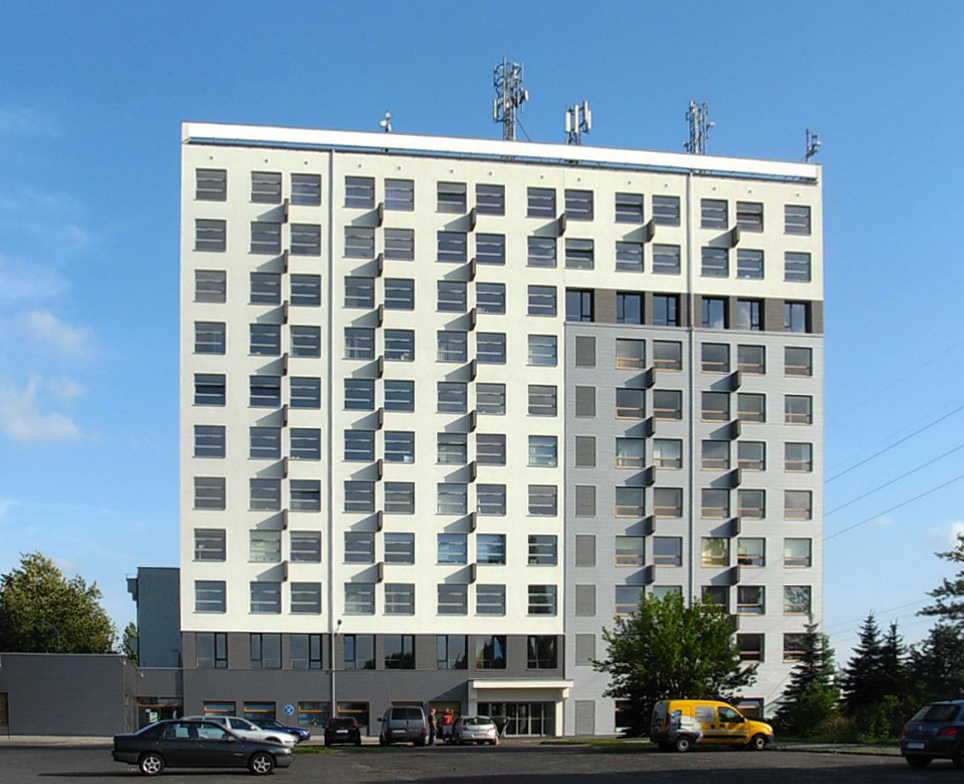
Dawny biurowiec Zakładów Rowerowych Romet, obecnie budynek „Bydgosta”

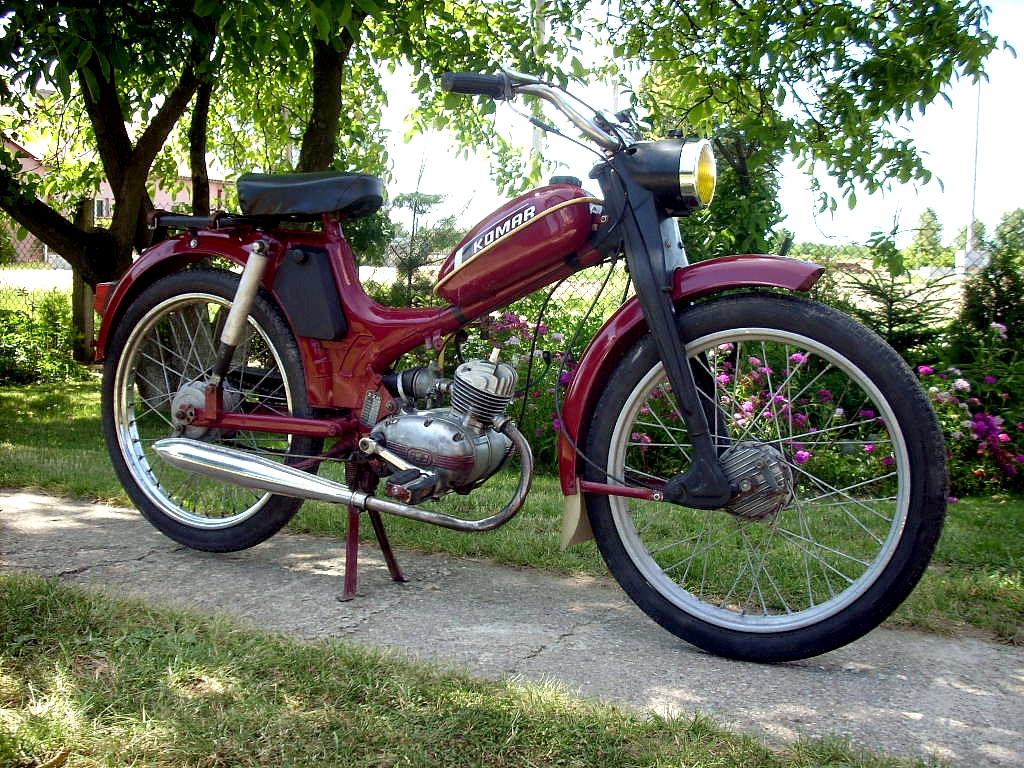
Komar 2330 z 1970 roku

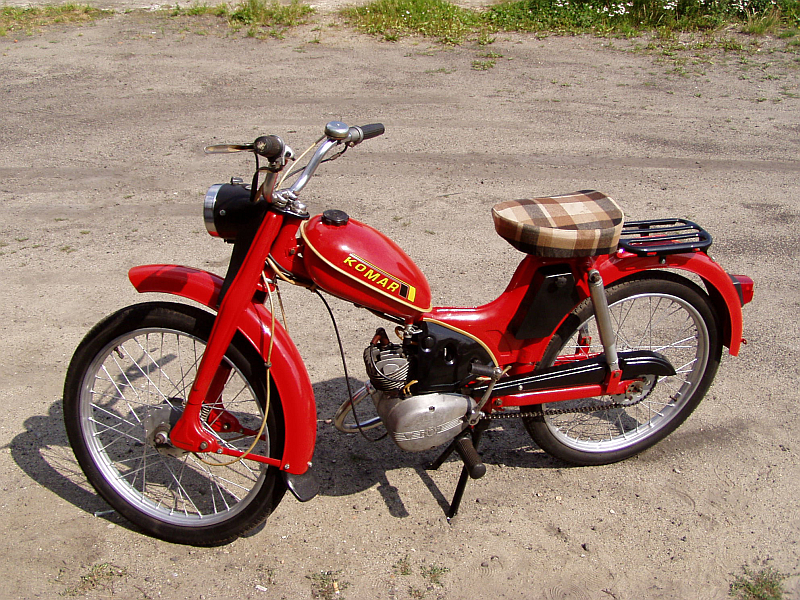
Komar 2350 – bok lewy

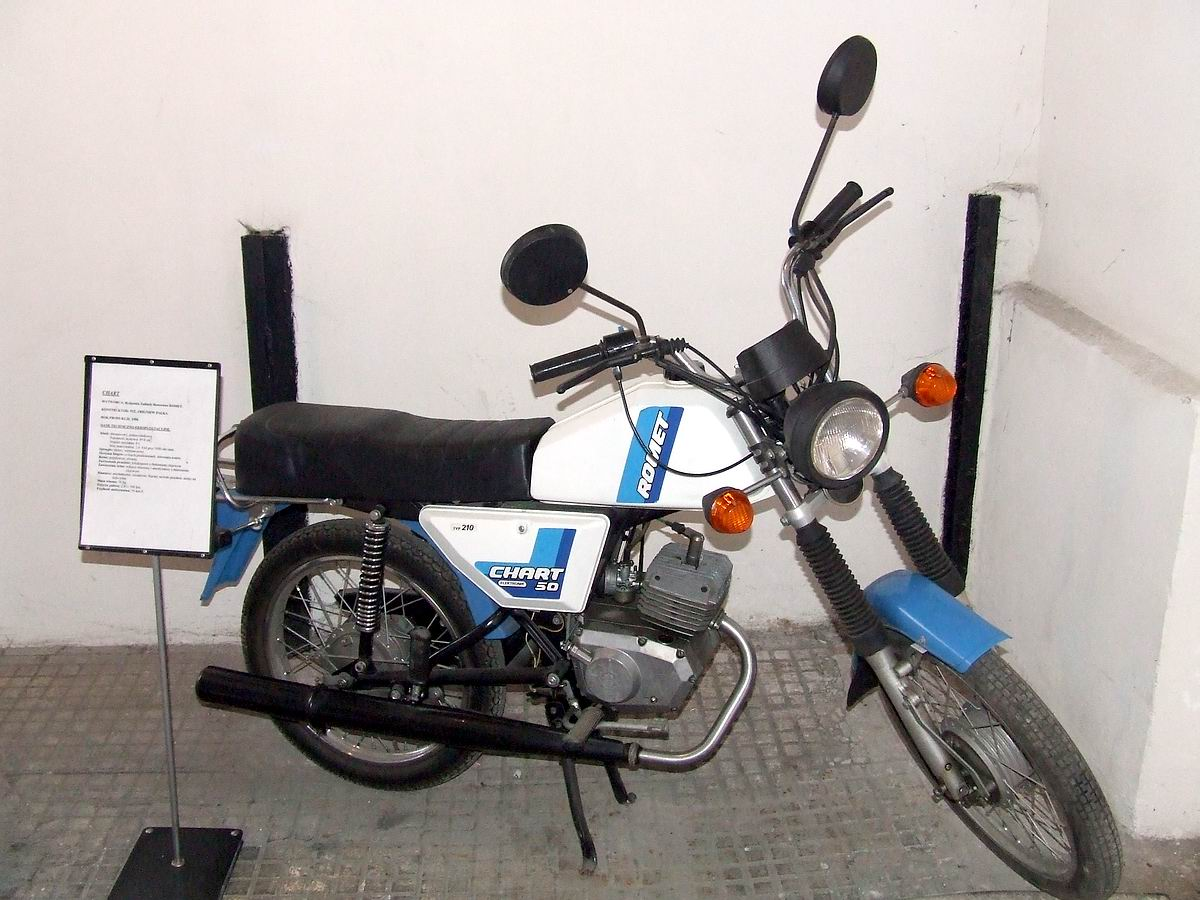
Romet Chart z 1988 w Muzeum Przemysłu w Warszawie

Romet – skrócona nazwa przedsiębiorstwa Zakłady Rowerowe „Romet” w Bydgoszczy powstałego 31 października 1969 r. po zmianie poprzedniej nazwy przedsiębiorstwa Zjednoczone Zakłady Rowerowe, powstałego w 1948 roku z połączenia mniejszych bydgoskich zakładów rowerowych o przedwojennym rodowodzie oraz zakładów w Poznaniu i Czechowicach-Dziedzicach, a później także w Jastrowiu, Kowalewie i Wałczu, a także marka produkowanych przez te zakłady w latach 1969–1998 rowerów i motorowerów.
Od 2006 roku jest to również marka rowerów produkowanych przez przedsiębiorstwo Romet sp. z o.o. (dawniej Arkus & Romet Group). Dystrybuowane są także motocykle, skutery, motorowery z Chin pod marką ROMET.

## Nazwy
- 1945?–1948? PaFaRo – Państwowe Fabryki Rowerów – dokładna data powstania nie jest znana, wiadomo jednak, że tą nazwą sygnowano rowery prawdopodobnie do lat 50.
- 1948–1969 Zjednoczone Zakłady Rowerowe.
- 1969–1974 Zakłady Rowerowe „Romet”.
- 1974–1991 Zakłady Rowerowe „Predom-Romet”.
- 1991–2005 Zakłady Rowerowe „Romet” S.A.

## Historia

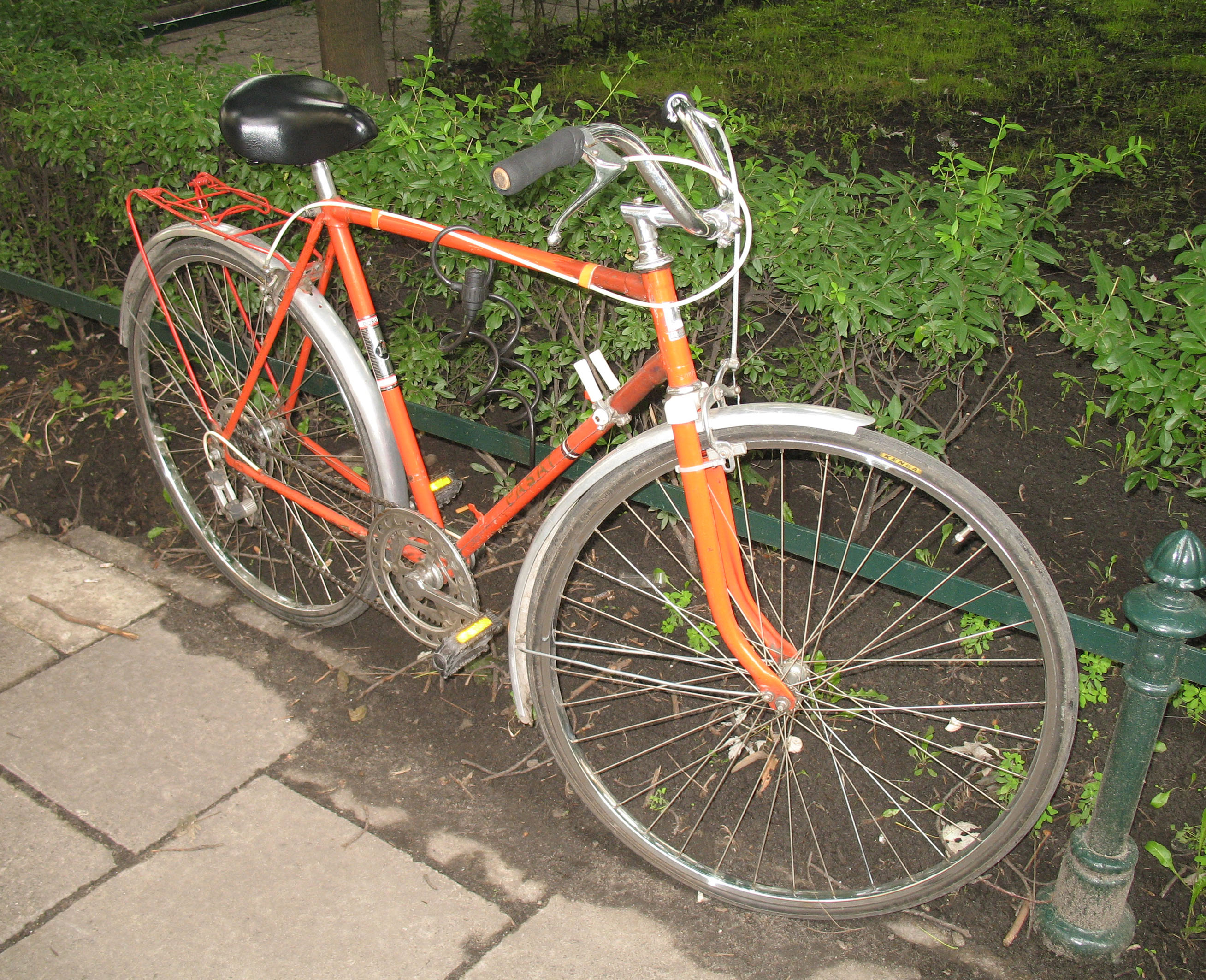
Romet Pasat

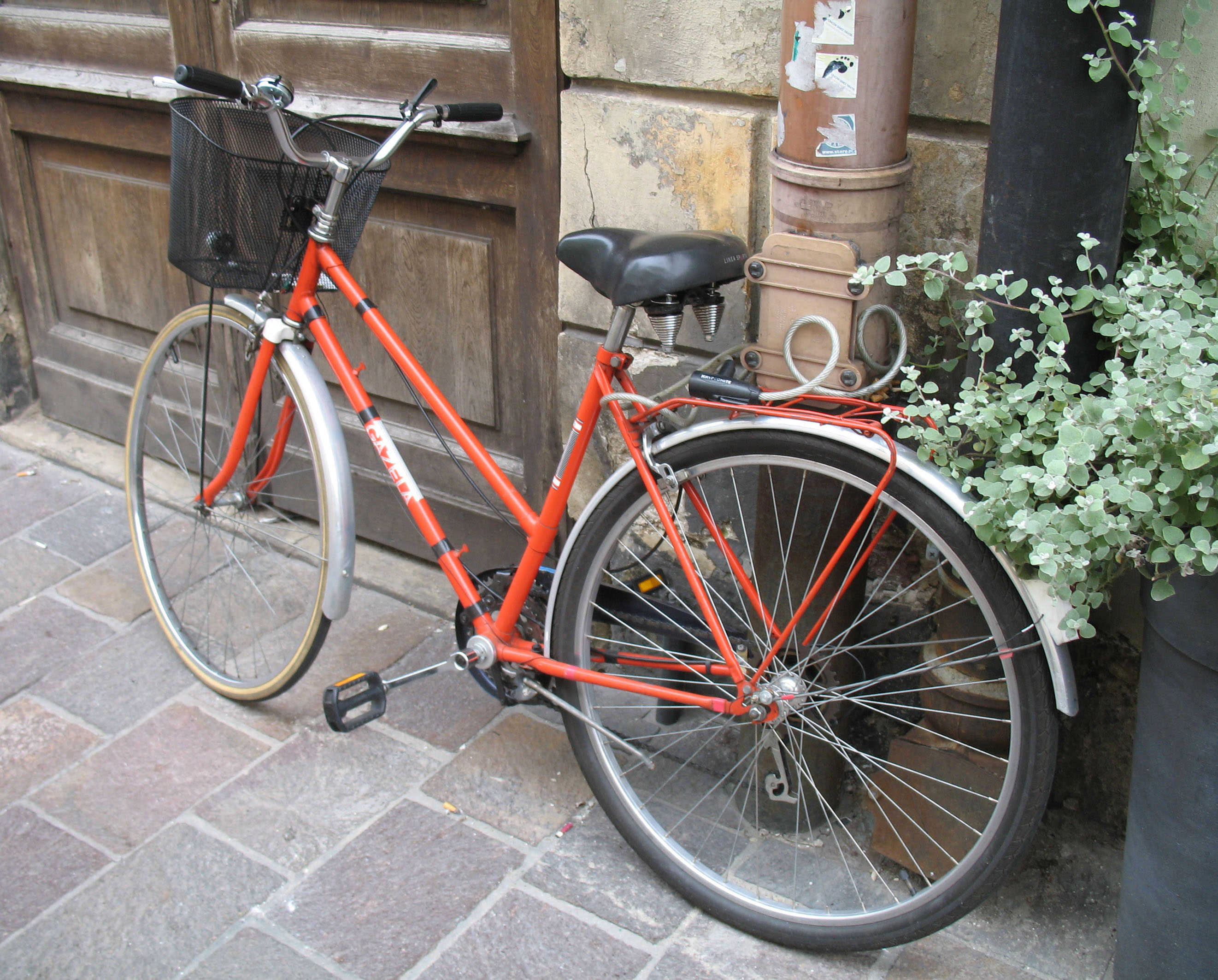
Romet Gazela

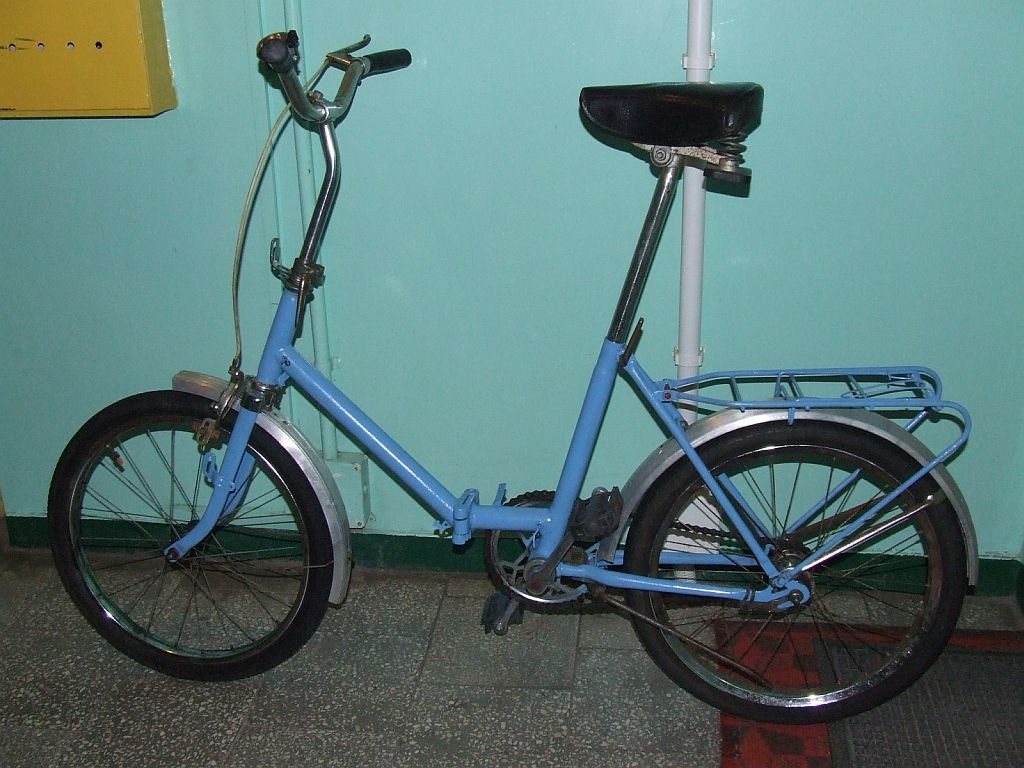
Składak Romet Sokół

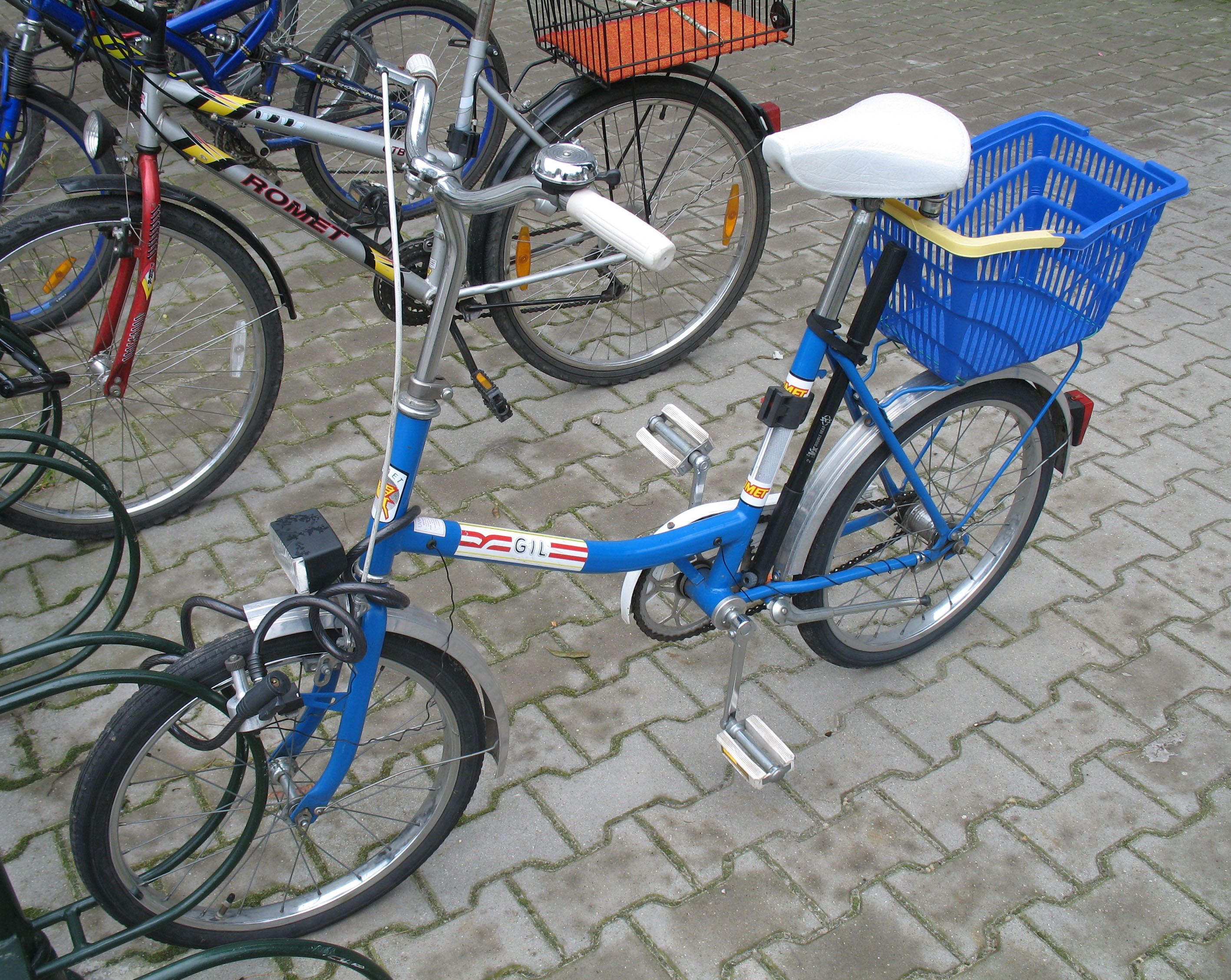
Romet Gil

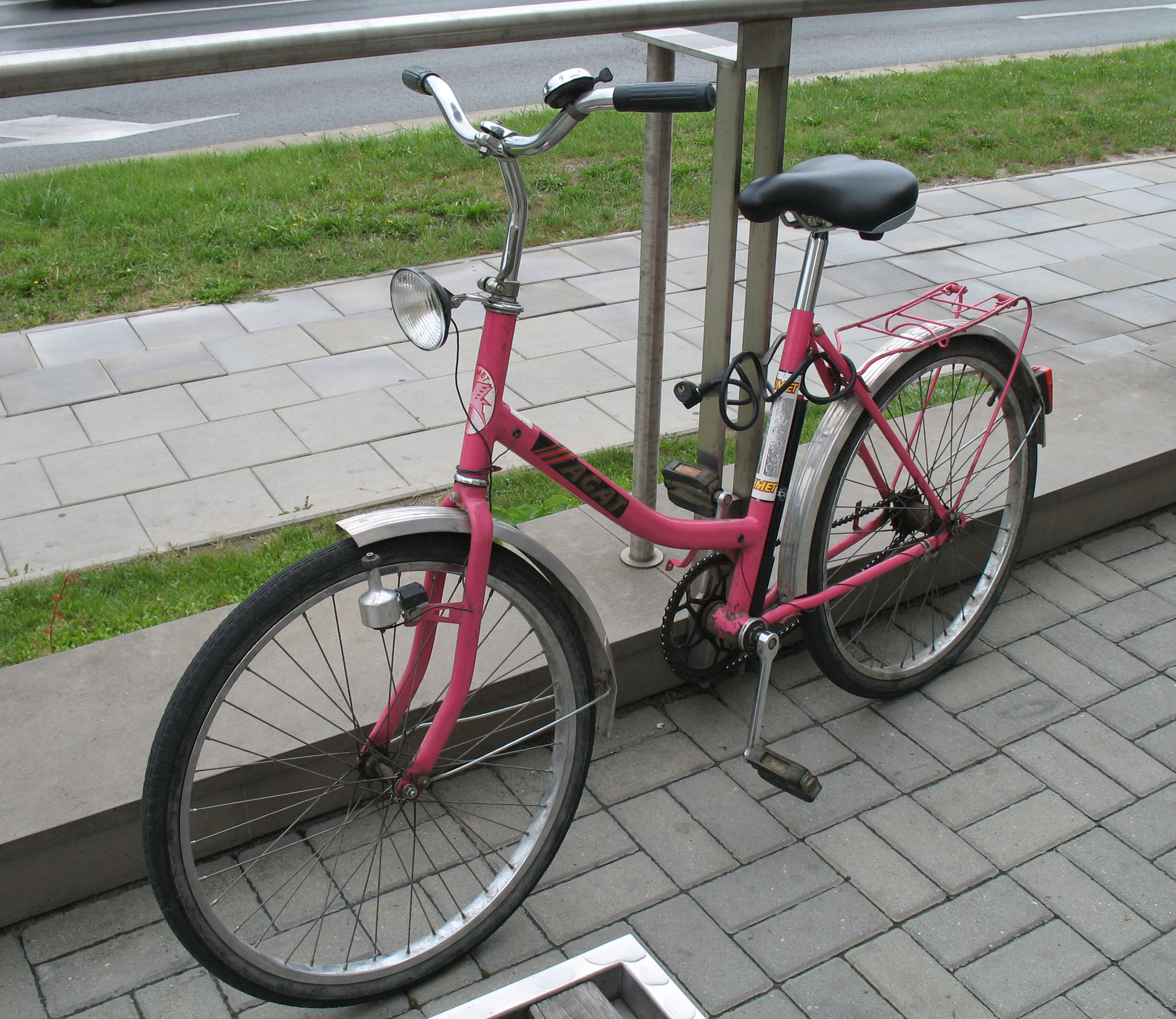
Romet Agat

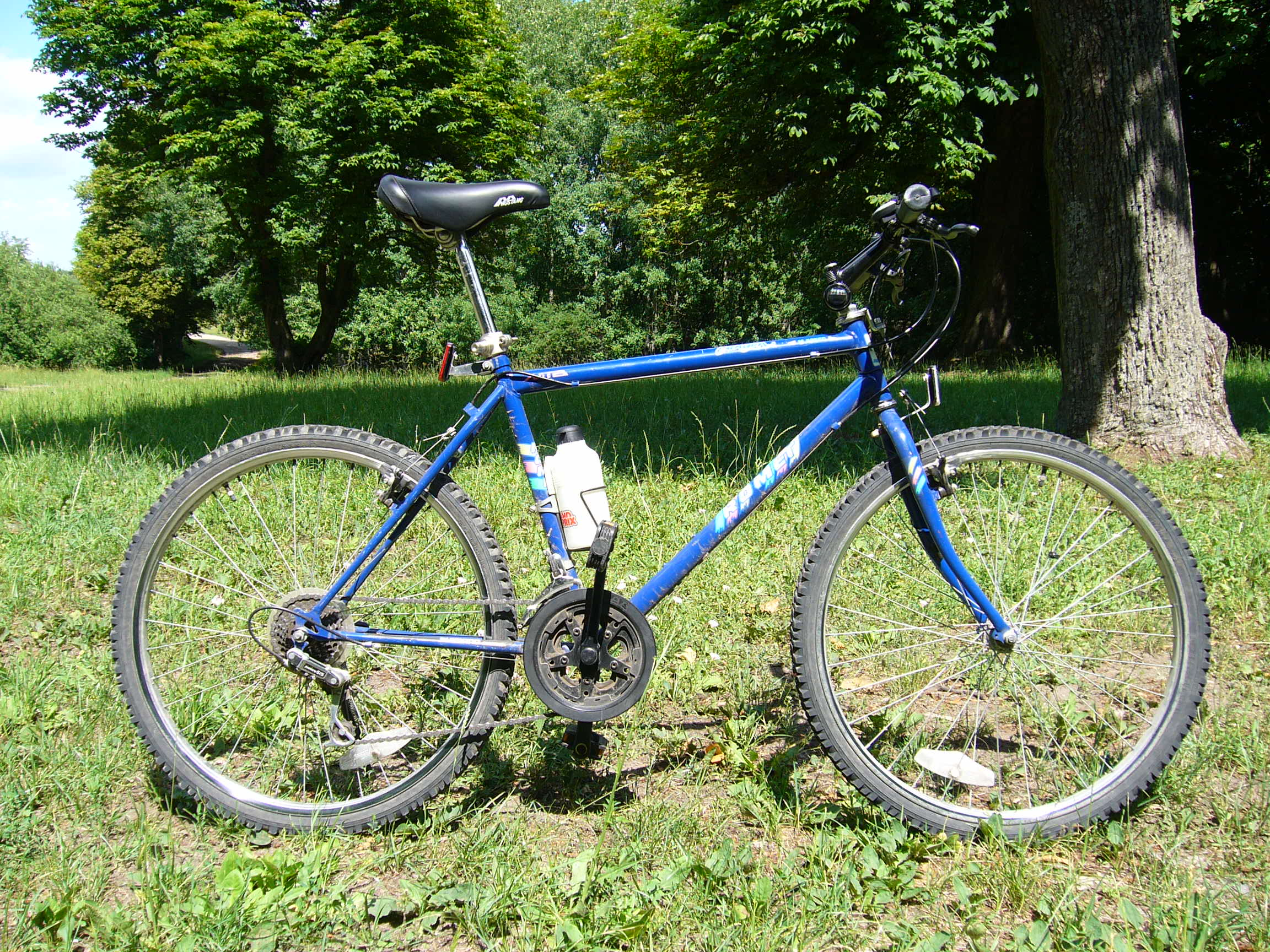
Romet Canyon (lata 90. XX w.)

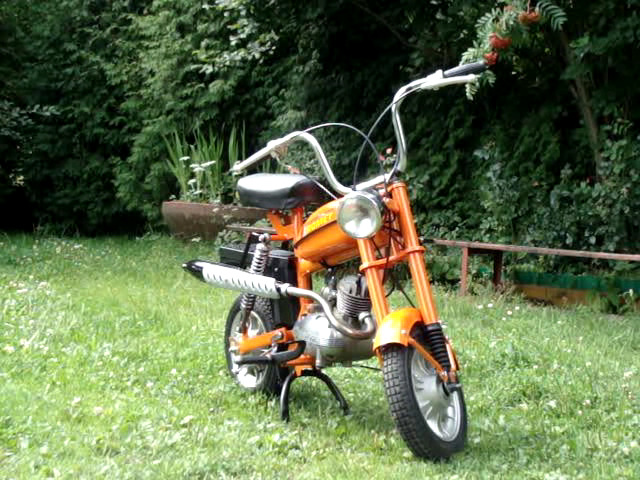
Motorynka Romet Pony (1978-1994)

### Polski przemysł rowerowy do 1945
Najstarszymi wytwórniami rowerów w Polsce były zakłady: „Wicher” w Łodzi (1891) i B. Wohrena w Warszawie (1893). W 1904 r. powstał zakład rowerowy Wilhelma Tornowa w Bydgoszczy, w 1913 zakład „Ormande” K. Lipińskiego w Warszawie, a w 1917 fabryka rowerów i części rowerowych F. Zawadzkiego. W 1924 zakład w Bydgoszczy przekształcono w Fabrykę Rowerów „Tornedo”, w której montowano rowery z części sprowadzanych z Niemiec. Następnie podjęto produkcję niektórych podzespołów (m.in. ram rowerowych) zatrudniając około 50 pracowników. Na wystawach światowych we Florencji (1929) i Brukseli (1930) rowery „Tornedo” zdobyły złote medale i tytuły „Grand Prix”. Drugim producentem rowerów i części rowerowych w Bydgoszczy była Pomorska Fabryka Rowerów Willy Jahr (zał. 1926) przy ul. Obrońców Bydgoszczy. Oba zakłady w 90% należały do kapitału niemieckiego. Po okresie wielkiego kryzysu (1930–1935) ta gałąź produkcji została w Bydgoszczy znacznie rozbudowana i unowocześniona. W Fabryce Rowerów „Tornedo” liczba zatrudnionych wzrosła do 500 w 1939, a Fabryka Rowerów Willy Jahr przeniosła się do nowych hal produkcyjnych przy ul. Nakielskiej i zatrudniała 100 osób. Fabryka „Tornedo” uruchomiła drugi oddział przy ul. Świętej Trójcy, gdzie produkowano rowery: „Gromada”, „Wisła”, „Tornedo-Specjal”, „Tornedo-Orginal” i części do nich oraz lekkie motocykle „Tornedo”. Ponadto w 1937 wytwarzanie części rowerowych rozpoczęła Fabryka Wyrobów Metalowo-Masowych Wacława Millnera (ul. Mazowiecka, 600 zatrudnionych), Fabryka Wyrobów Metalowych „Fema” (ul. Warmińskiego, 400 zatrudnionych), działało ponadto 6 rowerowych warsztatów rzemieślniczych. W mieście istniały galwanizernie, lakiernie, szlifiernie, zakłady tokarskie, polerskie i inne służące produkcji części zamiennych. Niektóre podzespoły sprowadzano z Warszawy (piasty samohamowne), Poznania („Centra” – szprychy, łańcuchy) i Czechowic („Apollo” – obręcze, błotniki). Tuż przed wybuchem II wojny światowej w Bydgoszczy produkowano 130 tys. rowerów rocznie, co stanowiło 60% produkcji krajowej. Poza tym produkowano rowery m.in. w Grodnie (Kresowa Fabryka Rowerów i Motocykli „Niemen”), Poznaniu („Inwentia”), Stęszewie („Patria”), Katowicach („Ebeco”), Częstochowie („Motros”), Radomiu (Państwowa Fabryka Broni) i w Warszawie (Państwowe Zakłady Lotnicze + 4 wytwórnie prywatne).
W czasie okupacji niemieckiej wielkość produkcji rowerów i ram w Bydgoszczy zmniejszyła się do 12 tys. w 1942, a zatrudnienie do 350 osób. Zakłady podjęły produkcję części do łodzi podwodnych i innego sprzętu dla niemieckiej machiny wojennej.
W kwietniu 1945 radzieckie władze wojskowe wpisały zakłady rowerowe „Tornedo” na listę 30 obiektów gospodarczych w Bydgoszczy planowanych do objęcia akcją wywozu urządzeń do ZSRR. Wywózek udało się uniknąć po interwencji polskich władz u przedstawiciel Misji Ekonomicznej ZSRR w Warszawie w maju 1945.

### Powstanie 1945–1955
Tuż po zakończeniu II wojny światowej rowery montowano głównie w Bydgoszczy (20 tys.), a przez pewien czas także w Łodzi i w Wirku na Śląsku. Wprowadzono kooperację zakładów, co umożliwiło osiągnięcie w 1947 produkcji 60 tys. rowerów. Asortyment pierwszych lat powojennych ograniczał się do czterech wersji czarno lakierowanych rowerów turystycznych (męskich i damskich).
Prawdopodobnie w 1945–1946 r. powstało zjednoczenie PaFaRo (Państwowe Fabryki Rowerów). Pod tą nazwą produkowane były rowery prawdopodobnie do połowy lat 50. Zaraz po wojnie produkowane były rowery pod marką Bałtyk, jednym z zakładów produkcyjnych była fabryka w Szczecinie.
15 września 1948 zarządzeniem Ministra Przemysłu i Handlu powstało przedsiębiorstwo państwowe pod nazwą Zjednoczone Zakłady Rowerowe (ZZR) z siedzibą w Bydgoszczy przy ul. Fordońskiej 2. ZZR skupiały na początku kilka (4 w Bydgoszczy i po 1 w Poznaniu i Czechowicach-Dziedzicach), a następnie kilkanaście zakładów produkcyjnych. Nowe przedsiębiorstwo skupiało cały przemysł rowerowy w Polsce. W 1949 wyprodukowano 91 tys. rowerów, a w 1950 100 tys. w 6 asortymentach. W 1950 został zapoczątkowany eksport rowerów, a w 1955 produkcja przekroczyła już 200 tys. sztuk.
W 1953 r. ZZR miały następującą strukturę organizacyjną: 9 wydziałów w Bydgoszczy (1936 zatrudnionych) i po 1 wydziale w Poznaniu (210), Czechowicach-Dziedzicach (377) i Luboniu. W wydziale nr 6 przy ul. Nakielskiej w Bydgoszczy powołano komórkę produkcji rowerów wyścigowych „Bałtyk”. Początkowo z rowerów tych korzystała kadra narodowa, która odnosiła na nich sukcesy w „Wyścigu Pokoju”, „Wyścigu Dookoła Polski”. Od 1954 r. produkowano rowery wyścigowe „Jaguar” w liczbie 250 miesięcznie. Zakładany dla „Rometu” plan gospodarczy zakładał w latach 1949–1955 czterokrotny wzrost produkcji przemysłowej bez jakichkolwiek modernizacji parku maszynowego. Realizacja takiej strategii napotkała na opór i w konsekwencji w 1953 zapadła decyzja o budowie nowego zakładu produkcji rowerów w Bydgoszczy.

### Rozwój 1955–1990
20 grudnia 1956 zatwierdzono projekt budowy nowego kompleksu produkcyjnego przy ul. Fordońskiej 246 na ówczesnych wschodnich rubieżach Bydgoszczy, wykonany przez Biuro Projektów Budownictwa w Warszawie. Zakładał on budowę 3 hal oraz obiektów pomocniczych. Prace budowlane wykonało w latach 1957–1963 Bydgoskie Przedsiębiorstwo Budownictwa Przemysłowego. Wyposażenie sprowadzono częściowo z zagranicy (NRD, Wielka Brytania, Francja, RFN). Z powodu braku dewiz niektóre maszyny zagraniczne zastąpiono konstrukcjami rodzimymi, stworzonymi bezpośrednio w bydgoskim przedsiębiorstwie. Pracę w nowym wydziale nr 10 podjęto już w 1959, a w 1961 wyszła z tego zakładu pierwsza partia rowerów zmontowanych na nowo uruchomionej taśmie. W latach 1955–1960 nastąpił dwukrotny wzrost produkcji (z 210 do 438 tys. rowerów), dzięki zastosowaniu zautomatyzowanej produkcji wielkoseryjnej. W 1959 uruchomiono produkcję motorowerów „Komar”, pod koniec lat 60. w liczbie 100 tys. rocznie, również na eksport do Szwecji, na Węgry i do RFN. W 1961 wysłano na rynek amerykański pierwszą partię 100 tys. rowerów, która zapoczątkowała stałą ekspansję na rynki Kanady, USA i kilku państw Ameryki Łacińskiej. W tym czasie wybrano logo „Rometu” w postaci pegaza zrywającego się do lotu. Przy ul. Fordońskiej 2 funkcjonował Ośrodek Badawczo-Rozwojowy zakładu, który pracował nad unowocześnieniem produkcji i budową nowych typów pojazdów.
Poszukiwanie nowych, atrakcyjnych rozwiązań technicznych, które podniosłyby jakość rowerów było przyczyną nawiązania w 1960 współpracy z zakładami „Torpedo” w Czechosłowacji. W jej ramach zakupiono dokumentację techniczną na produkcję piasty i osi mechanizmu korbowego. Licencyjne mechanizmy były montowane głównie do rowerów młodzieżowych i sportowych. W latach 60. pracochłonność wykonania roweru turystycznego skrócono z 6 do 5 godzin, a motoroweru „Komar” z 32 do 17 godzin. Mimo postępu automatyzacji produkcji, około 25–35% czasu pochłaniały prace wykonywane ręcznie.
Od lat 60. prowadzono eksport do ponad 50 państw świata, głównie bloku państw socjalistycznych, ale również do Europy Zachodniej (Francja, Wielka Brytania, Holandia, RFN, Szwecja, Finlandia, Grecja, Turcja), Azji, Ameryki Północnej i Środkowej. Pewne partie rowerów wysłano też do Afryki Środkowej i na Bliski Wschód, a motorowery najwięcej nabywców znajdowały na Węgrzech. W Afganistanie bydgoscy inżynierowie uruchomili pierwszą w tym kraju montownię rowerów, zbudowaną na podstawie dokumentacji opracowanej w Polsce. Od 1959 w nowym zakładzie produkowano również rowery wyścigowe „Jaguar Special” z osprzętem importowanym (Campagnolo, Cineli, Regina, Clement). Od 1961 funkcjonował Zespół Szkół Zawodowych przy ZZR (później ZR „Romet”) – szkoła zawodowa, technikum, studium zawodowe, umieszczony przy ul. Kaplicznej w Bydgoszczy.
W 1970 r. wyprodukowano 940 tys. rowerów i 85 tys. motorowerów, z czego 25% wysłano na eksport. W strukturze produkcji rowery stanowiły 54%, motorowery 23%, a części zamienne – również 23%. Asortyment produkcyjny uzupełniały: sanki dziecięce (do początku lat 70.), nartosanki oraz części samochodowe, podzespoły do rowerów wodnych i motocyklowe części zamienne. Eksport do państw zachodnich stanowiący w 1970 tylko 30% całości eksportu Rometu, powiększono w II połowie lat 70. do 90%. W 1969 r. Zjednoczone Zakłady Rowerowe zostały przemianowane na Zakłady Rowerowe „Romet”, od 1974 należały do Zjednoczenia Przemysłu Zmechanizowanego Sprzętu Domowego Predom, a pod względem administracyjnym i decyzyjnym podlegały Ministerstwu Przemysłu Maszynowego.
Produkcja i zatrudnienie w Zakładach Rowerowych Romet (lata 1950–1980):
| Rok  | Rowery [tys. szt.] | Motorowery [tys. szt.] | Eksport | Zatrudnienie |
| ---- | ------------------ | ---------------------- | ------- | ------------ |
| 1950 | 100                | –                      | –       | 2498         |
| 1956 | 200                | –                      | 2%      | 3506         |
| 1959 | 348                | –                      | 5%      |              |
| 1965 | 662                | 61                     | 35%     |              |
| 1968 | 758                | 78                     | 30%     | 7862         |
| 1970 | 940                | 85                     | 25%     |              |
| 1975 | 1009               | 182                    | 20%     | 8026         |
| 1980 | 1139               | 126                    | 20%     |              |

W latach 70. produkcja osiągnęła 1 mln szt. rocznie (100 typów rowerów oraz 5 typów motorowerów). Polska była wówczas największym producentem rowerów w Europie. W szczytowym okresie do państw zachodnich eksportowano 30% produkcji (440 tys. sztuk). W 1975 Zakłady Rowerowe zatrudniały w całym kraju 8 tys. pracowników, z tego ok. 5,5 tys. w Bydgoszczy, 1,3 tys. w Poznaniu i 700 w Kowalewie. W zakładzie R-4 w Kowalewie produkowano ok. 360 tys. rowerów składanych (tzw. składaków), a w 1978 w Zakładzie R-1 w Bydgoszczy rozpoczęto produkcję motorynek Romet Pony, adresowanych głównie do młodzieży.
W tym czasie przechodzono do częściowej automatyzacji procesu wytwarzania, starając się maksymalnie wykorzystać krajowe zasoby technologiczne.
Do produkcji siodełek wykorzystano m.in. komponenty wytwarzane w Zakładach Chemicznych Zachem w Bydgoszczy. Przymus stosowania krajowych komponentów i surowców, często w formie produktów zastępczych, był przyczyną niskiej jakości produkowanego sprzętu, który nie był zbyt atrakcyjny dla nabywców w państwach zachodnich, natomiast bez trudu sprzedawany był w kraju, gdzie panowała tzw. gospodarka niedoboru. W 1975 wadliwość kontrolowanych części i podzespołów określono na poziomie 16–100%. Rodzime konstrukcje ustępowały zagranicznym głównie nowoczesnością linii, wyposażeniem, starannością wykonania i sposobem wykończenia detali, które w głównej mierze decydowały o estetyce produktu. W latach 1971–1975, liczba nowych uruchomień produkcji w Romecie kształtowała się na poziomie 41 gatunków rowerów, z tego 14 nowych modeli. Do wyrobów technicznie przestarzałych zaliczano wówczas 19 produktów, a w latach 1976–1980 – 25 modeli.
W 1976 r. średni wiek parku maszynowego wynosił 13 lat, a przedsiębiorstwo nie nadążało za trendami światowymi w zakresie postępu technologicznego. Sytuację poprawiono doraźnie w latach 1976–1980, kiedy zainstalowano nowe linie potokowe automatyczne i półautomatyczne, linie montażowe, obrabiarki zespołowe i maszyny wieloczynnościowe, nowoczesne piece do obróbki cieplnej oraz stanowiska do malowania metodami elektrostatycznymi i hydrostatycznymi. Inwestycje te miały na celu automatyzację produkcji i poprawę jego wydajności przez ograniczenie do minimum prac wykonywanych ręcznie. W latach 70. prowadzono również produkcję według importowanych wzorców konstrukcyjnych. Kupowano głównie podzespoły do montowania młodzieżowych rowerów wyścigowych, rowerów turystycznych, z piastą trzybiegową oraz przeznaczonych na eksport.
W latach 70. rozbudowano zakładowe ośrodki wypoczynkowe: w Wilkasach nad jez. Niegocin, w Borsku nad jez. Wdzydze, Jastrowiu nad jez. Cichym, w Pieczyskach nad Zalewem Koronowskim, Wójtowicach (Kotlina Kłodzka), Niechorzu, Ustce, Dąbkach, Zakopanem, Głuchołazach. Co roku wraz z Dziennikiem Wieczornym organizowano w Bydgoszczy wyścig kolarski dla dzieci „Czar dwóch kółek”.
Na początku lat 80. uruchomiono produkcję motorowerów Ogar z silnikami Jawa 223. W 1983 wyprodukowano 922 tys. rowerów i 107 tys. motorowerów, przy czym 13% produkcji sprzedanej przekazano na eksport. W tym roku powstało również 4 tys. rowerów wyścigowych „Romet”, 150 szt. typu „Special” i 170 szt. typu „Super” o zmniejszonej wadze. Ofertę produkcyjną wzbogacono w latach 1988–1990 o motocykl Romet Mińsk 125 montowany z radzieckich części.

### Schyłek 1990–2005
W 1991 r. nastąpiła komercjalizacja przedsiębiorstwa i przekształcenie w spółkę akcyjną Skarbu Państwa (Zakłady Rowerowe „Romet” S.A.). Po otwarciu polskiego rynku rowerów dla przedsiębiorstw zagranicznych oraz powstaniu dużej liczby polskich przedsiębiorstw konkurencyjnych, Zakłady Romet obciążone rozległą infrastrukturą pozaprodukcyjną i liczną załogą znalazły się w trudnej sytuacji ekonomicznej. W wyniku nieudanej prywatyzacji w 1994 zwolniono większość pracowników i ograniczono produkcję. Do upadku przedsiębiorstwa przyczyniła się spóźniona decyzja ministra gospodarki Wiesława Kaczmarka z 6 października 1997 w sprawie zakończenia postępowania w celu ochrony rynku krajowego przed importem rowerów z Chin i Tajwanu, zagrażającym interesom krajowych producentów. Import rowerów z Dalekiego Wschodu był realizowany po cenach znacznie niższych niż ceny polskich producentów. W 1996 Romet S.A. obniżył wykorzystanie mocy produkcyjnych do 69% i rozpoczął proces wyprzedaży majątku. W 1998 zakłady R-1 w Bydgoszczy ostatecznie splajtowały, natomiast istniały nadal zakłady R-5 w Wałczu. Zakłady: R-3 w Jastrowiu i R-4 w Kowalewie zostały nabyte przez Arkus & Romet Group (zał. 1991). W 2005 roku spółka Romet w Bydgoszczy została wykreślona z Krajowego Rejestru Sądowego.
W 2006 r. przedsiębiorstwo Arkus & Romet Group przejęło prawa do znaków towarowych „Romet” i wznowiło produkcję rowerów (montowanych m.in. z części zagranicznych) oraz motorowerów pod tą marką, poszerzając swój asortyment o skutery. W 2020 roku Arkus & Romet Group Sp. z o.o. zmieniła nazwę na Romet Sp. z o.o

## Struktura Zakładów Rowerowych Predom-Romet
- R-1 – Bydgoszcz (7 odrębnych obiektów położonych w mieście, oddalonych od siebie niekiedy o ponad 20 km[16]); produkcja rowerów sportowych, turystycznych, młodzieżowych, dziecięcych, wyścigowych, treningowych, motorowerów i motorynek, ram i większości typów podzespołów do rowerów i motorowerów[3]
- R-2 – Poznań i Luboń (od 1949 Poznań, od 1954 Luboń[16]); produkcja rowerów dziecięcych „Agatka” i „Smyk”, piast „Torpedo”, łańcuchów, prądnic, oświetlenia[3]
- R-3 – Jastrowie (od 1973, obejmował trzy obiekty i fabrykę w Mirosławcu[16]); produkcja rowerów dziecięcych „Pinio”, „Slalom”, „Domino” i podzespołów (pompki, cięgła, przerzutki)[3]
- R-4 – Kowalewo (od 1976, w halach przekazanych przez Państwowy Ośrodek Maszynowy[16]); produkcja rowerów składanych i podzespołów (szprychy, nakrętki)[3]
- R-5 – Wałcz (od 1981); produkcja piast, mechanizmów korbowych i innych podzespołów[3]
- R-6 – Bydgoszcz; zakłady transportu[3]
- Ośrodek Badawczo-Rozwojowy Pojazdów Jednośladowych – Bydgoszcz[16]

Od 1948 Romet dysponował również zakładem w Czechowicach-Dziedzicach, który 1 stycznia 1972 roku został przekazany Fabryce Samochodów Małolitrażowych w Bielsku-Białej. Produkowano w nim m.in. elementy kooperacyjne do samochodów Syrena.

## Produkty

### Motorowery
- Romet 100
- Pegaz: 700, 705, 710,
- Romet 750
- Romet 760 – tzw. Romet Polo
- Romet 50 T-1, 50 TS-1, 50 T-3

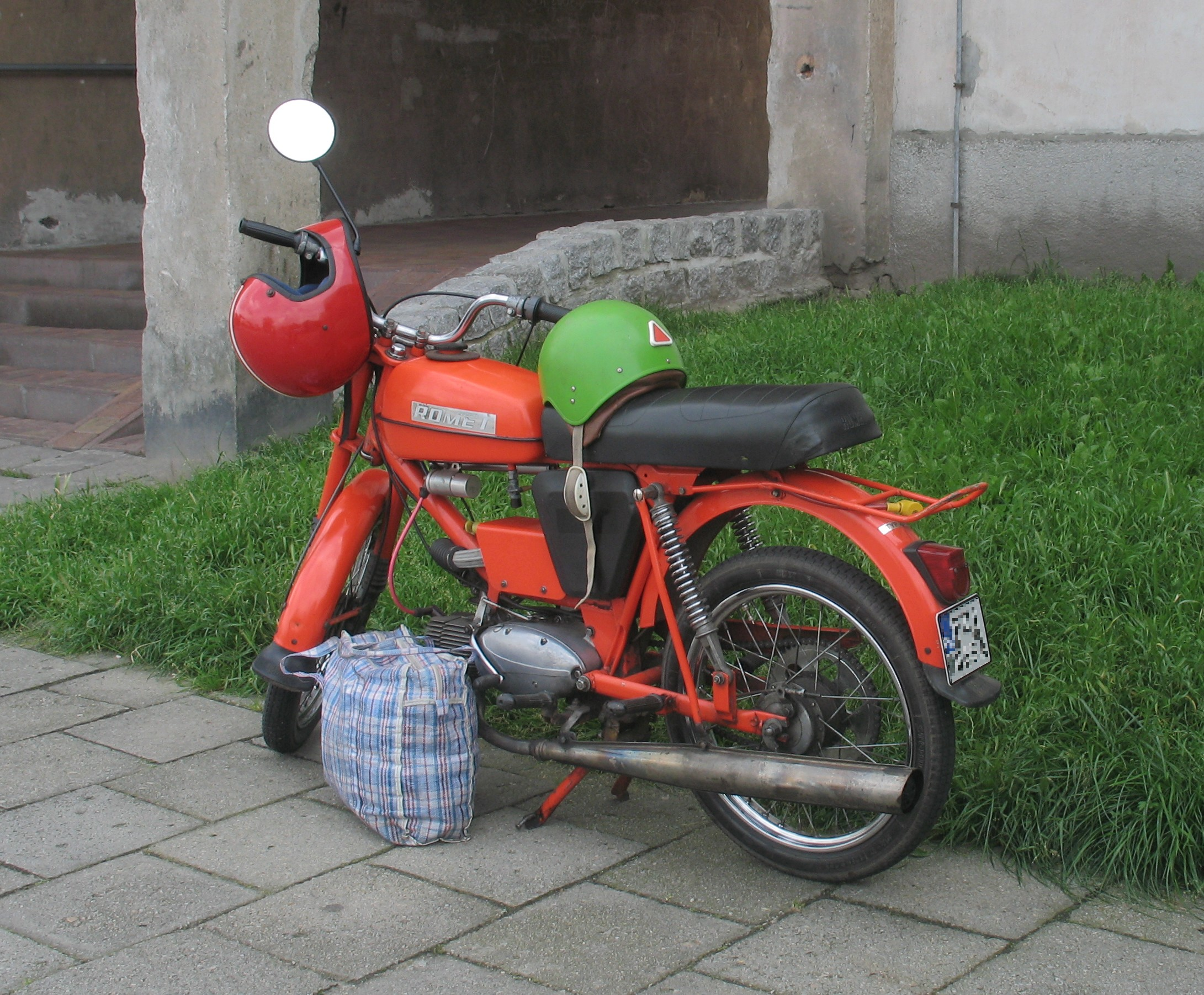
Motorower Romet Ogar 200

- Romet Pony (tzw. Motorynka) 50-M-1, 50-M-2, 50-M-3, M301
- Romet Ogar 200, 201, 205
- Romet Kadet M-780, 110 Automatic
- Romet „Chart” 210, 211
- Romet mc-1(prototyp)
- Romet 2375

### Motocykle
- Romet Mińsk 125

### Rowery

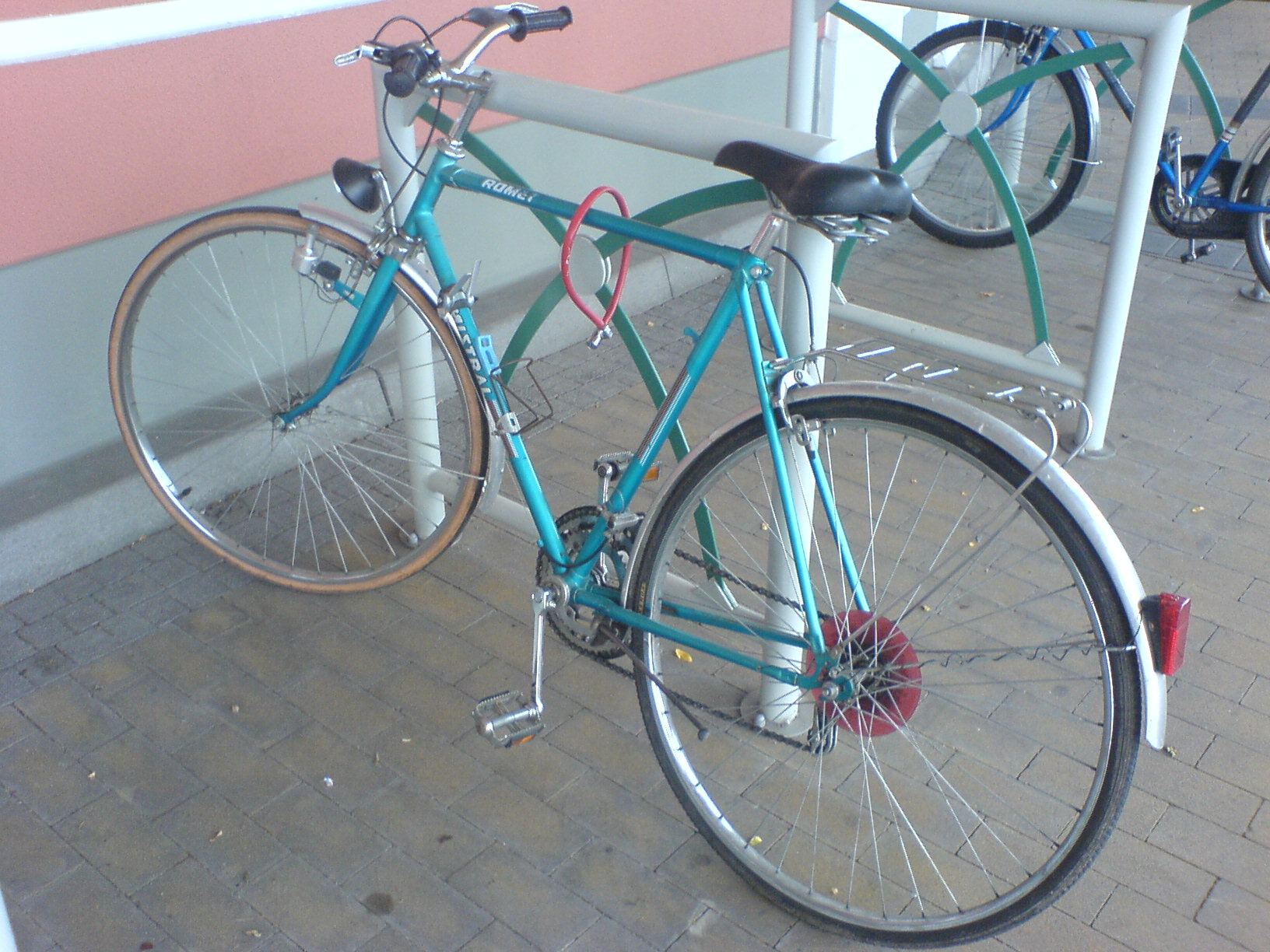
Romet Mistral

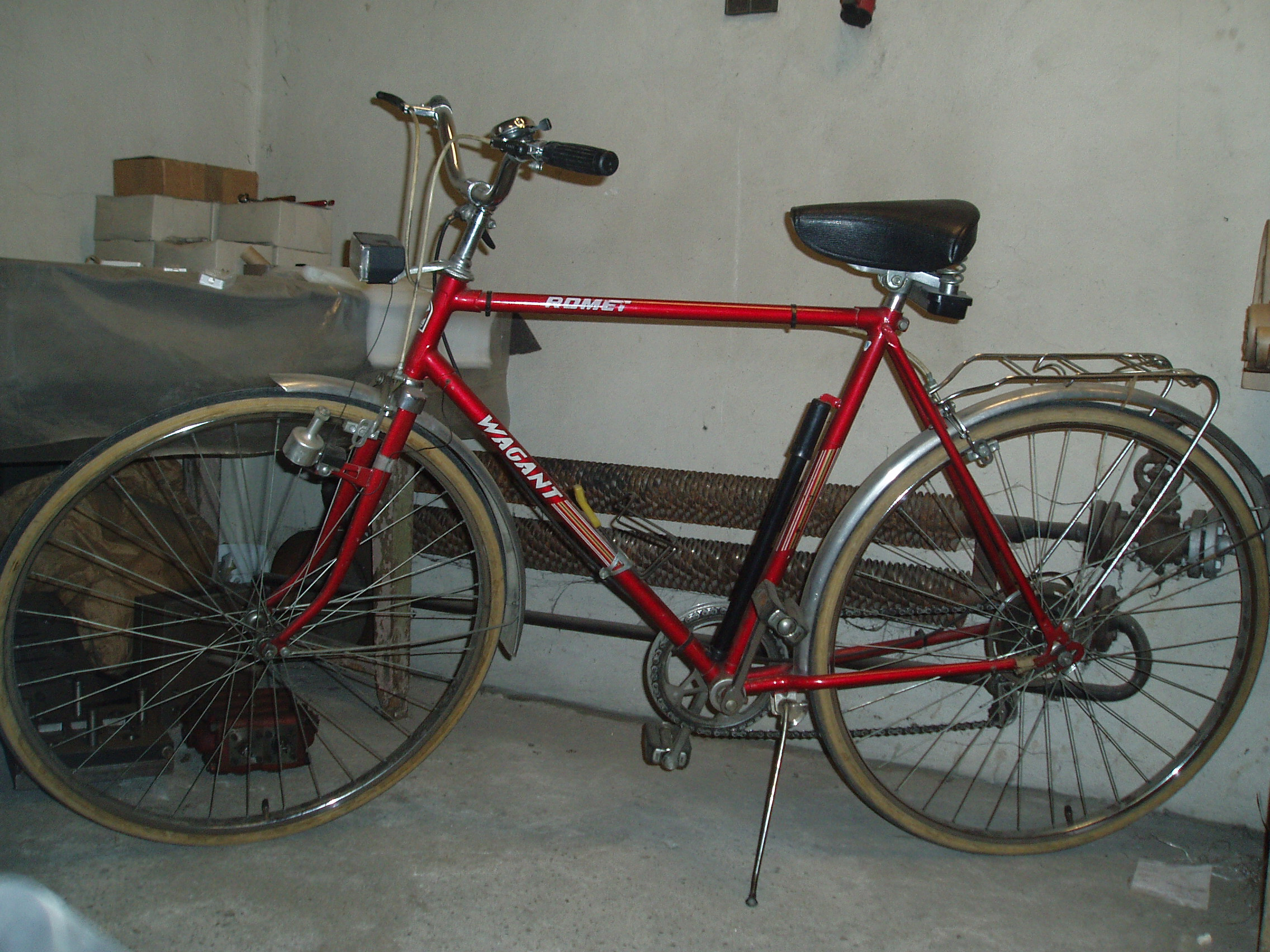
Romet Wagant

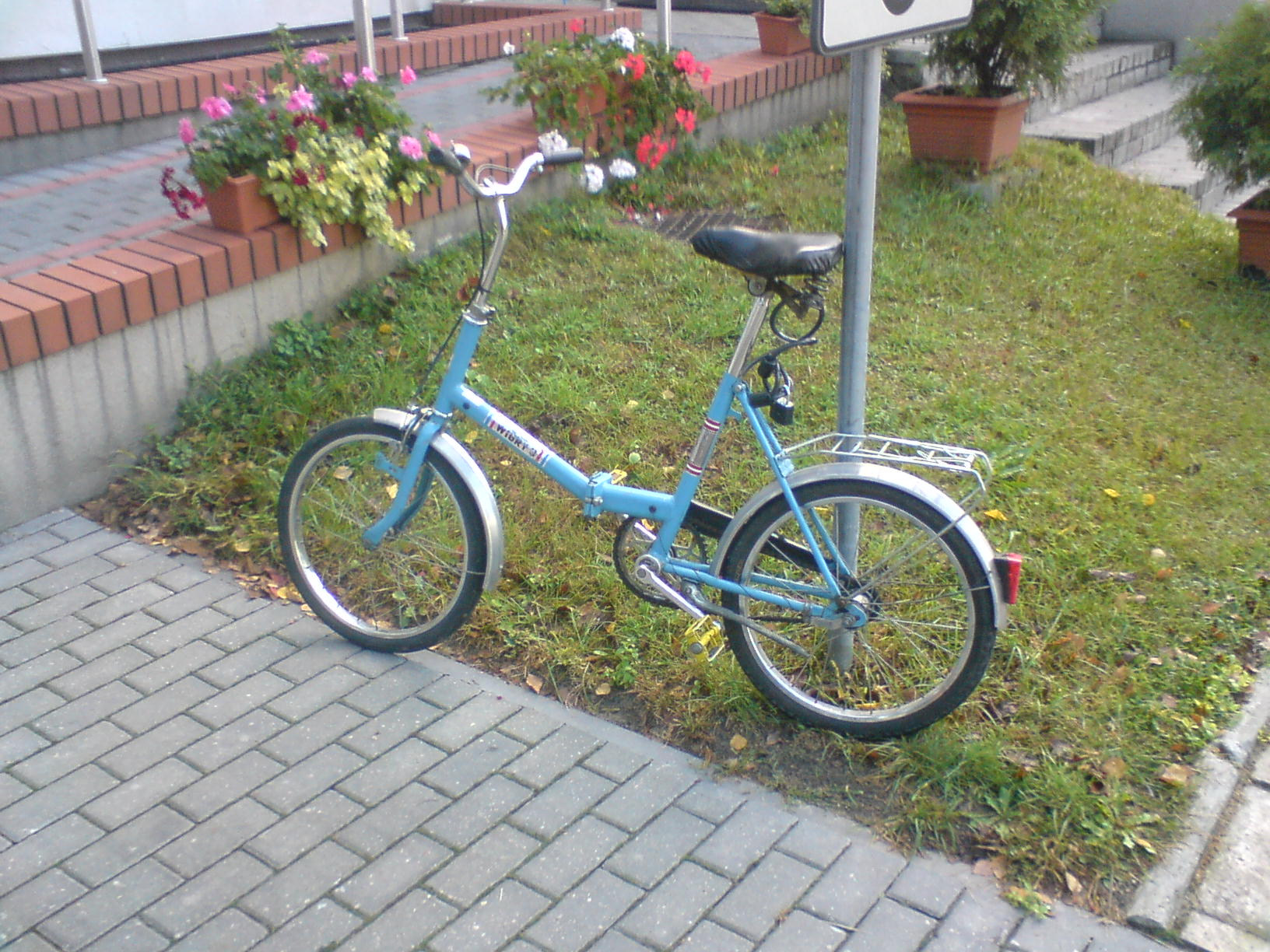
Składak Romet Wigry 3

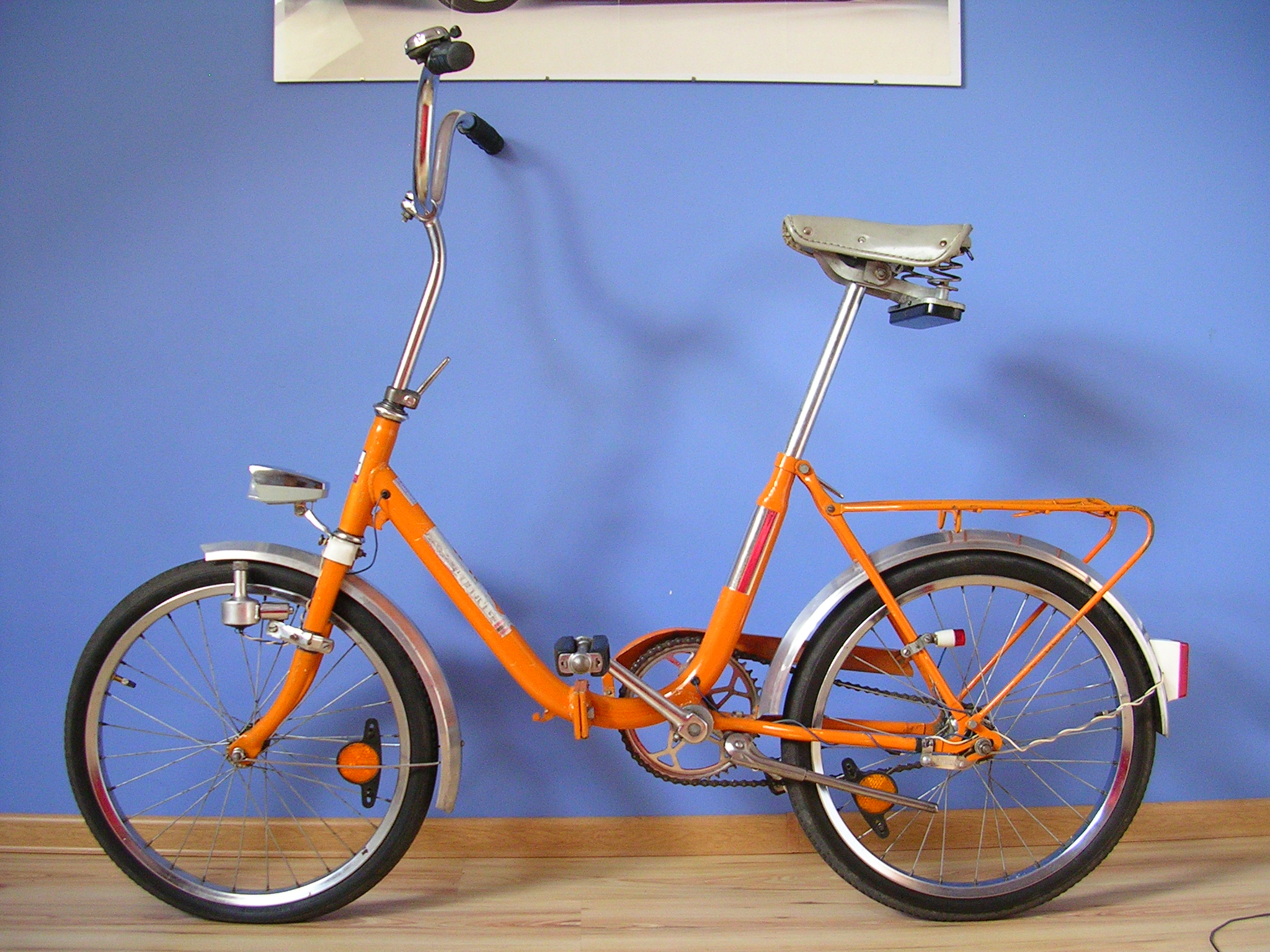
Składak Romet Flaming

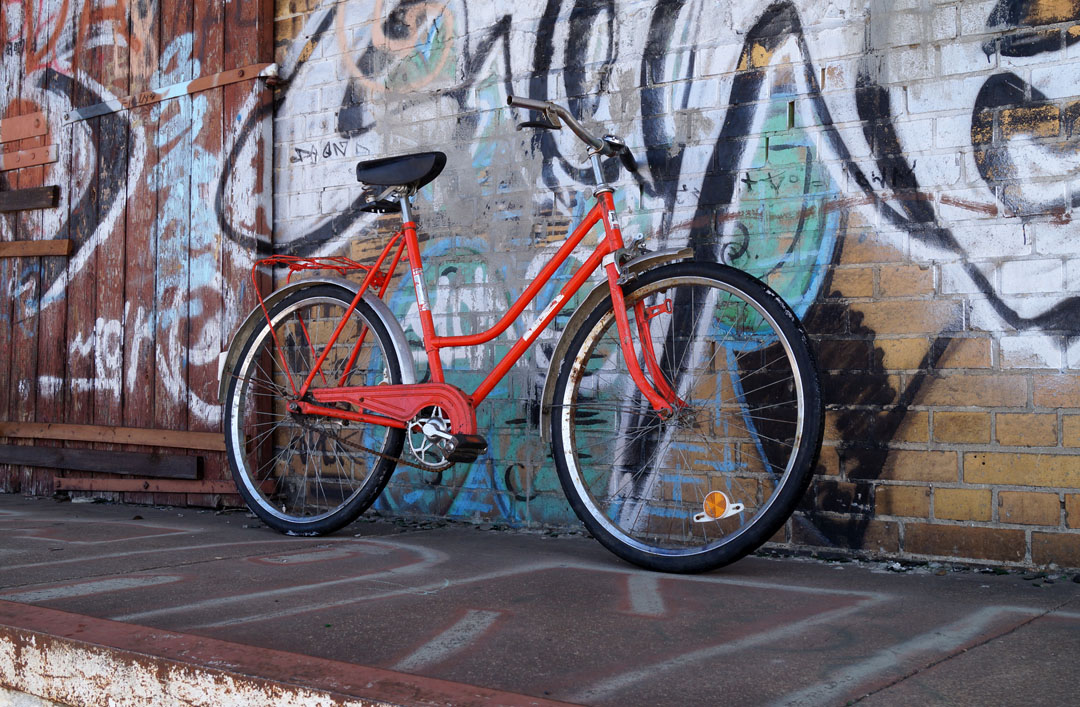
Rower Romet Turing 2

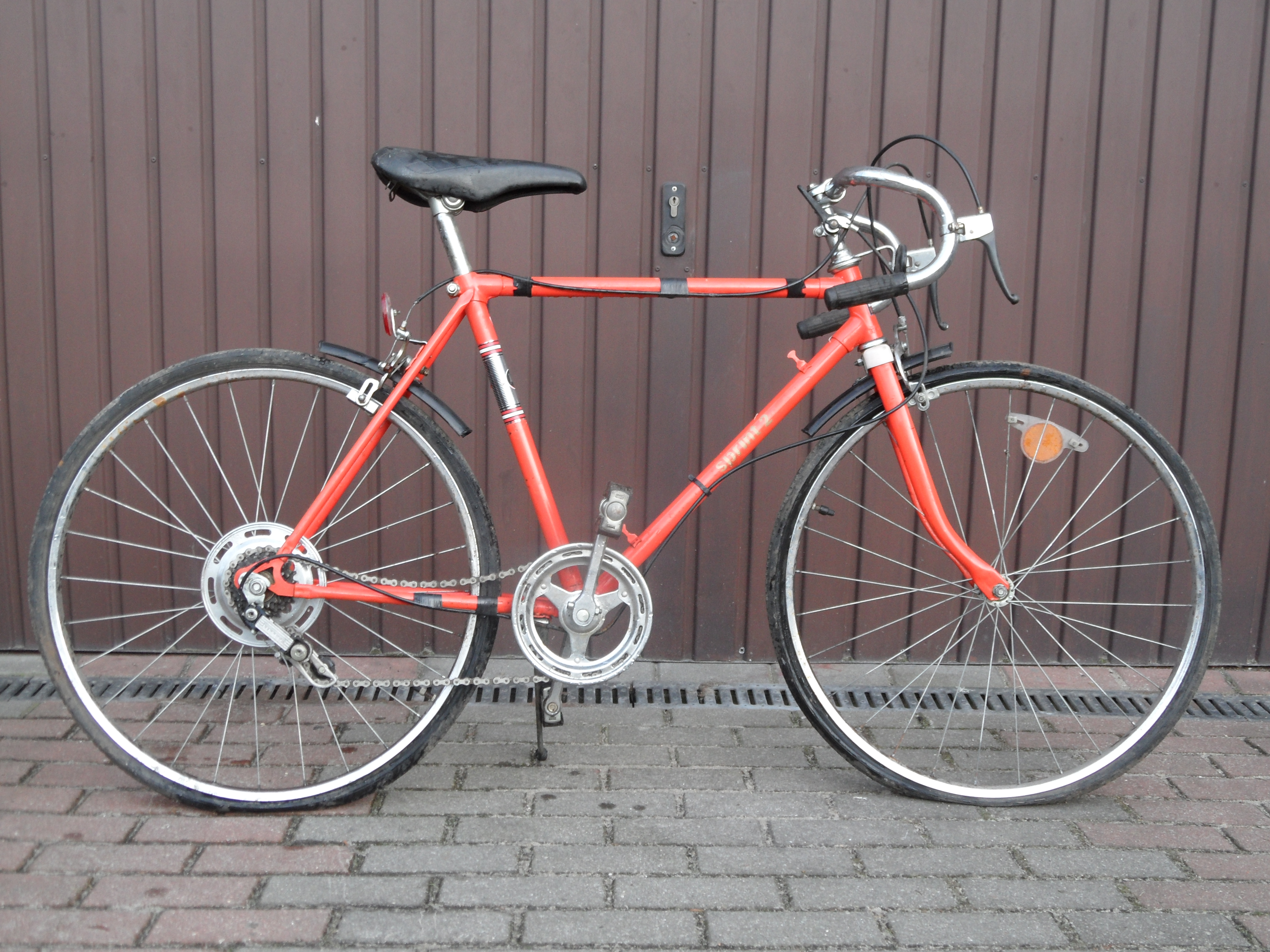
Romet Sprint 2

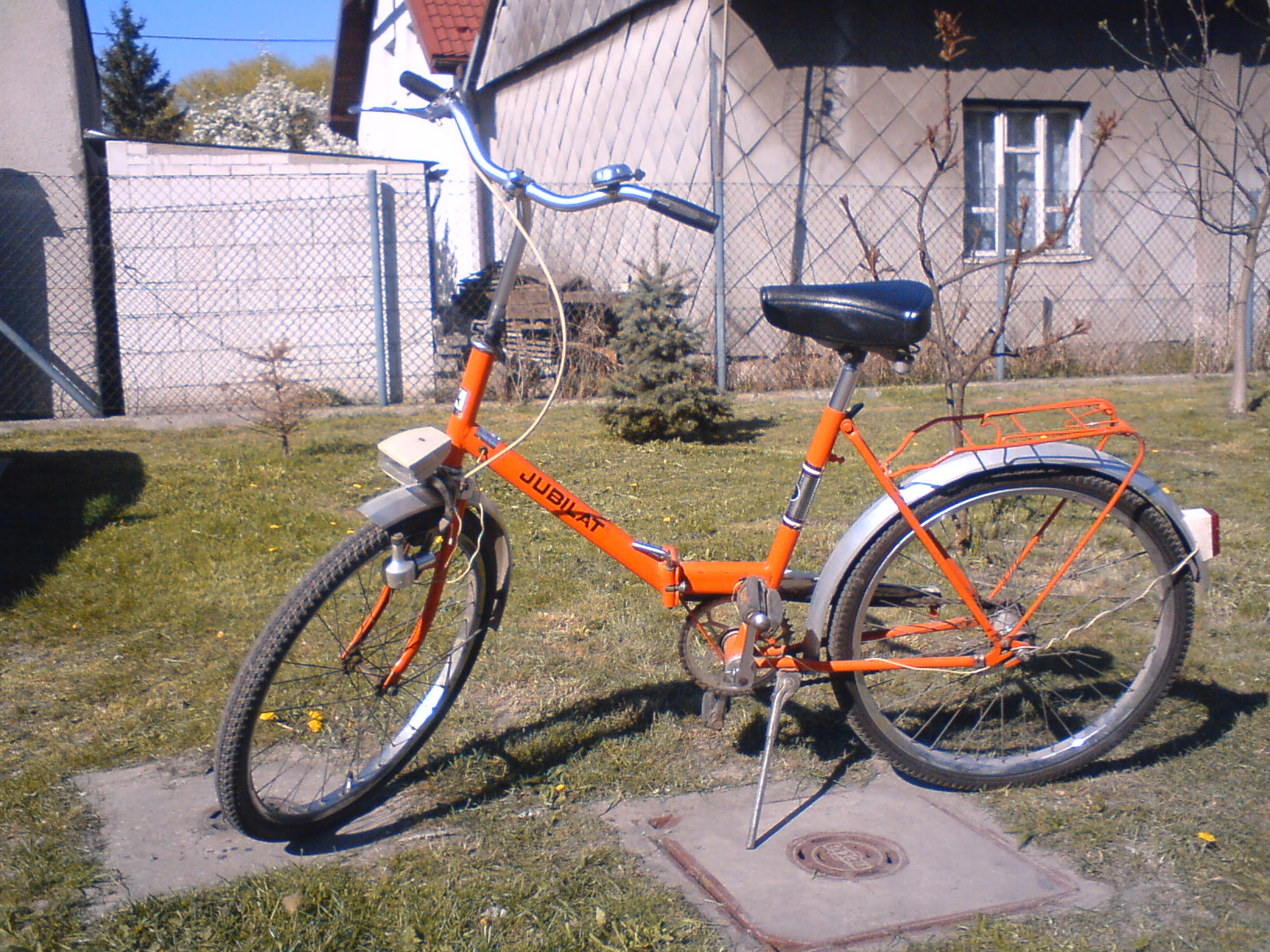
Składak Romet Jubilat

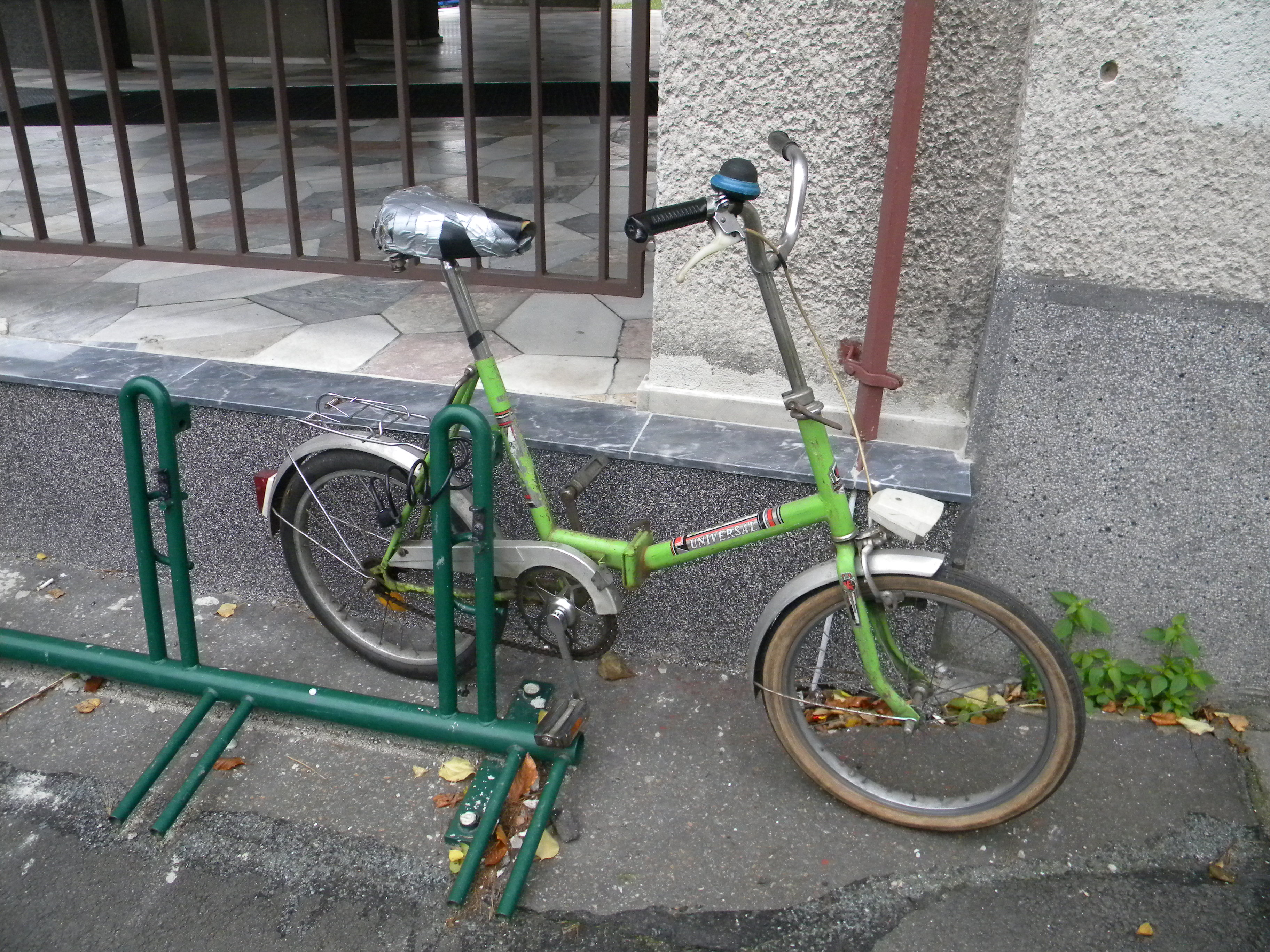
Rower Romet pod marką „Universal” w czeskim Pilźnie (2013)

- 1284 – ZZR model sportowo-turystyczny, koła 27 × 1 1/4 cala, sportowa kierownica, 3–4 biegi. (pod koniec lat 60. nazwany Maraton)
- 1280 – ZZR model sportowo-turystyczny, koła 27 × 1 1/4 cala, sportowa kierownica, 1 bieg, wolnobieg. (pod koniec lat 60. nazwany Kobuz)
- Agat – nieskładana wersja Jubilata
- Albatros – 1971–1976, rower sportowo-turystyczny, koła 27 × 1 1/4, 3–4 biegi, kierownica baranek
- Alka – turystyczny, cztery biegi na tylnej osi
- Amator – ZZR turystyczny, trzy biegi z tyłu, koła 28" x 1 3/8, lata 60.
- Ambasador – ZZR 1950?–1971 męski koła 28 × 1 3/4, torpedo – lepiej wyposażona wersja Popularnego
- Arrow – składak na kołach 20"
- Atlas
- Atos – składak na kołach 24"
- Bajka
- Bałtyk – wczesna marka (powojenna rowerów polskich), produkowane pod tą marką były rowery m.in. popularne na kołach 28 cali (nazwane potem Popularny i Goplana), oraz rowery szosowe.
- Bałtyk R11 – męski rower, koła 28 × 1 3/4 cala, torpedo protoplasta Popularnego.
- Bałtyk R13 – damska wersja R11, koła 28 × 1 3/4, torpedo.
- Beskid
- BMX
- Black Jack – pierwszy rower do downhillu, rama ze zmienną osią obrotu
- Bobo – dziecięcy
- Bolek – dziecięcy
- Bratek – dziecięcy, na kołach 20”, damska rama z przykręcaną górną „rurą”
- Butterfly
- Canyon
- CTB ECO
- Czajka – składak
- Domino – składak
- Duet – składak dwuosobowy
- Flaming – składak koła 20 cali, torpedo
- Florida Sport – rower szosowy, produkowany na eksport
- Gazela – rower turystyczny, koła 27 × 1 1/4, przerzutki zewnętrzne, 5 biegów, prosta kierownica, rama damska wersja Waganta, 1976- ?
- Giewont
- Gil
- Goplana – ZZR – Pafaro, damka koła 28 × 1 3/4 cala, torpedo model niższy syreny, lata 1950–1960
- Huragan – wyścigowy, niższy model od Jaguara koła 27 × 1 1/8 lub 1 1/4 cala
- Jagna – damka, koła 28 × 1 3/4, torpedo, następczyni Goplany (męska wersja Zbyszko), lata 1976–1990?
- Jaguar – wyścigowy, wprowadzony nieco później od Huragana
- Jolene 1
- Jolene 2
- Jubilat – rower składany oparty na kołach 24” (zamiast 20”)
- Jubilat 2
- Karat – pierwszy polski składak
- Karlik
- Kobuz – rower szosowo-turystyczny, koła 27 1 1/4 cala, wolnobieg jednorzędowy, kierownica – baranek.
- Kometa damski rower turystyczny, koła 27 × 1 1/4 cala, tylne przerzutki, 4–5 biegów.
- Konsul – koła 26 cali, torpedo
- Kormoran – męski rower turystyczny koła 27 1 1/4 cala, 4–5 biegów, prosta kierownica, lata 1971–1976 (odpowiednik albatrosa)
- Kos – nieskładana wersja Karata
- Krysia – młodzieżowa damka na kołach 24"
- Laura – damka, rower turystyczny, 5–6 biegów, przerzutka zewnętrzna, górna rura ramy inna niż w „Gazeli”- wygięta, koła 28 × 1 3/8 cala.
- Lider – młodzieżowa kolarzówka
- Malwa – damka koła 26, torpedo
- Maraton – ZZr szosowo-turystyczny koła 27 × 1 1/4, przerzutki zewn, 4 biegi koniec lat 60., kierownica – baranek
- Mars – kopia Urala koła 28 × 1 3/4, torpedo
- Merkury – ZZR, męski rower turystyczny, Koła 28 × 1 3/8, wolnobieg, pierwsza połowa lat 60.
- Meteor Sport – rower wyprawowy, 10 biegów, przerzutki zewnętrzne tył/przód, bagażnik z przodu i z tyłu, kierownica – baranek
- Mistral – szosowo-turystyczny
- Mosquito 1
- Mosquito 2
- MTB ECO
- Mustang – pierwszy polski rower górski
- Narcyz – męski, na kołach 26"
- Ola – rower dziecięcy na kołach 20"
- Orion – męska wersja modelu Turing 2
- Orkan
- Orlik – mała młodzieżówka na kołach 20"
- Pasat – męski rower turystyczno- sportowy, 10–12 biegów, kierownica – baranek, ulepszona wersja Waganta (następca Rekorda)
- Pawik – dziecięcy
- Pelikan – składak na kołach 16"
- Piast – męski, koła 28 × 1 3/4 cala, torpedo, lata 1971–1973? (Następca Ambasadora)
- Polo – pierwszy polski „chopper” na kołach 20"
- Polo Lux – „chopper” z przednim kołem 16 × 2” i tylnym 20 × 2,125”
- Popularny – ZZR – Pafaro, męski koła 28 1 3/4, torpedo, prostsza wersja Ambasadora lata 1950–1971? (następca Bałtyka R11)
- Pelicancan
- Pionier – męski rower zbudowany na niewystępującym obecnie standardzie kół 22 cale
- Rambler
- Rekord 10 / Rekord – męski, szosowo-turystyczny, na kołach 27" x 1 1/4, 10 biegów, kierownica – baranek, być może na początku produkcji występował model 5-biegowy
- Romet Reksio – dziecięcy
- Sawa – damka, koła 28 × 1 3/4 cala, torpedo (następca Goplany, męska wersja Wars) lata 1971–1976?
- Salto – mały, dziecięcy rower
- Sierra Nevada
- Slalom
- Sokół – najbardziej popularny składak w latach 70., łudząco podobny do Wigry, tzw. „rower komunijny” koła 20 cali. torpedo
- Sokół Lux – z 3 biegami w piaście (shimano 333)
- Sonata – damski rower miejski na 24" kołach
- Smyk – rower dziecięcy na kołach 11”, charakterystyczny przód(kierownica zintegrowana z widłami)
- Sport – szosowy
- Sprint – młodzieżowy uproszczony rower szosowy (koła 24”) z tylną przerzutką
- Sprint 2 – młodzieżowy uproszczony rower szosowy (koła 24”) z tylną przerzutką
- Start – wersja Sprinta bez przerzutek, kierownica „baran” i koła 24"
- Super – wyścigowy, na importowanych podzespołach
- Syrena – damski (koła 28' x 1 3/4'), lepiej wyposażona wersja Goplany, rower popularny w latach 60.
- Szarotka – damski rower zbudowany na niewystępującym obecnie standardzie kół 22 cale
- Traper – podobna do Jubilata jego tańsza, uboższa wersja z nieskładaną, prostą ramą.
- Turing 2 – damka, koła 26
- Tyler – wersje eksportowe do stanów, pierwszy polski rower z przerzutką planetarną w tylnej piaście
- Universal – wersje eksportowe większości rowerów Romet (dystrybuowane przez Centralę Handlu Zagranicznego "Universal")
- Wagant – popularny rower męski, turystyczny z tylną przerzutką, pięć biegów – pod koniec produkcji 6?, produkowany od 1976 – do końca istnienia zakładów lata 90., koła 27 × 1 1/4 cala.
- Wagant Sport – połowa lat 70., z 10 biegami i kierownicą – barankiem
- Wars – lata 1971–1976?, rower męski, koła 28 × 1 3/4, damska wersja Sawa następca Popularnego (być może produkowany równolegle)
- Wenus – ZZR, lata 60., damski sportowy na wolnobiegu lub z tylną przerzutką. kola 28 1 3/8 (damska wersja Merkurego)
- Wezuwiusz – rower górski
- Wicher – wyścigowy rower torowy z tzw. ostrym kołem
- Wigry (modele Wigry 2, 3, 4, 5) – najpopularniejsza wersja składaka na kołach 20"
- Wilga – rower turystyczny, damski z 4 biegami, koła 27 × 1 1/4 cala. Kierownica prosta (odpowiednik Kormorana)
- Zbyszko – rower męski następca popularnego, koła 28 × 1 1/2 cala, torpedo. (Jagna wersja damska), lata 1976–1980?
- Zenit – składak, pięciobiegowa odmiana roweru Jubilat 2 koła 24 × 1 3/4 cala.
- Żuraw – męski rower turystyczny, wolnobieg 1 bieg, koła 27 × 1 1/4. prosta kierownica, lata 1969?–1971 – odpowiednika Kobuza